# 掌叶大黄
掌叶大黄（学名：Rheum palmatum）为蓼科大黄属下的一个种。

## 外部連結
- 掌葉大黃 Zhangyedahuang （页面存档备份，存于） 藥用植物圖像數據庫 (香港浸會大學中醫藥學院) （中文）（英文）
- 大黃 Dahuang 中藥材圖像數據庫 (香港浸會大學中醫藥學院) （中文）（英文）
- 蘆薈大黃素 Aloe-emodin （页面存档备份，存于） 中草藥化學圖像數據庫 (香港浸會大學中醫藥學院) （中文）（英文）

## 扩展阅读
- 維基物種上的相關：掌叶大黄